# الاقتصاد الساساني

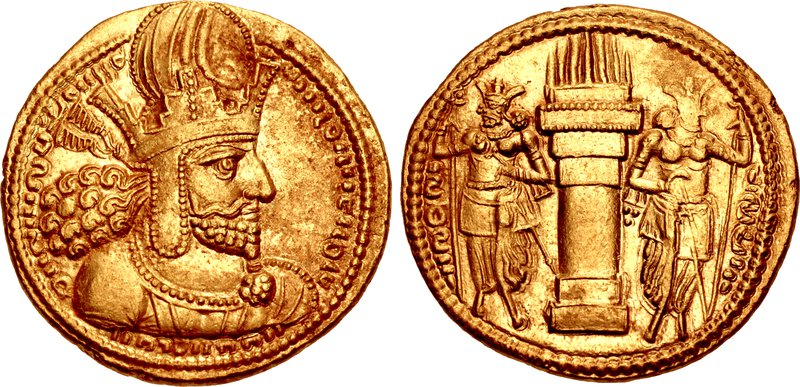
دينار سابور الأول

الاقتصاد الساساني كان المجتمع الإيراني في العصر الساساني مجتمعًا زراعيًا، وبسبب هذه الحقيقة، اعتمد الاقتصاد الساساني على الزراعة والزراعة.
كانت الصادرات الرئيسية للساسانيين الحرير والمنسوجات الصوفية والذهبية؛ السجاد والبسط والجلود الجلود واللؤلؤ من الخليج العربي. كانت هناك أيضًا سلع تمر من الصين (الورق والحرير) والهند (التوابل)، والتي فرضت الجمارك الساسانية عليها الضرائب، والتي أعيد تصديرها من الإمبراطورية إلى أوروبا.
نظرًا للوضع الجغرافي الخاص للعالم الإيراني، كان الساسانيون قادرين على التحكم في الطرق البحرية وبسبب هذا، فقد كانوا أهم لاعب في التجارة الدولية في العصور القديمة المتأخرة.

## التجارة المحلية
نعلم أنه في أوائل العصر الساساني، أظهرت الإمبراطورية اهتمامًا كبيرًا بإنشاء موانئ على ساحل الخليج الفارسي. في كتاب الأفعال لأردشير ابن باباك)، ذكر واحد من هذه المنافذ، ويطلق عليه اسم "Bōxt-Artaxšīr"، وهو في العصر الحديث بوشهر. كان هذا الميناء مهمًا للساسانيين لأنه ربط كازرون بوسط بارس في شيراز الحديثة. كانت هناك موانئ أخرى على الجانب الإيراني من الخليج العربي في العصر الساساني، مثل سراف، وهرمز، وكوجاران أرتاكسير وغيرها. ووفقًا لأميانوس مارسيليانوس «على طول الساحل [من الخليج الفارسي] هناك حشد من المدن والقرى، والعديد من السفن تبحر من وإلى».

## التجارة العالمية

### التنافس مع الإمبراطورية الرومانية
نعلم أنه في القرن السادس، لم يكن الساسانيون عازمون على التحكم في بحر العرب وبالطبع مياههم الخاصة، الخليج العربي، فحسب، ولكنهم نظروا أيضًا إلى الشرق. جلب هذا الصراع مع روما. كان الحرير مهمًا في العالم القديم وكان شيئًا يريده الرومان. ومع كون البحار تحت السيطرة الإيرانية، كان على الرومان طلب المساعدة من الإثيوبيين. ومع ذلك، فشلت هذه الخطة وربما تسببت في الحروب الحبشية الفارسية، والتي جعلت اليمن تابعة لإيران في نهاية الحروب.
قال بروكوبيوس أن جستنيان أرسل سفارة إلى أكسوم، وطلب من الإثيوبيين «أن يشتروا الحرير من الهنود، ويبيعونه للرومان، وبالتالي فإنهم سيجنون الكثير من المال، في حين أنهم سيحققون هذا المكسب إلى الرومان، فأنهم [الرومان] لم يعدوا مجبرين على إرسال أموالهم إلى أعدائهم [الفرس.]» ومع ذلك، لم تنجح الخطة، «لأنه كان من المستحيل على الإثيوبيين شراء الحرير من الهنود، لوجود التجار الفرس في موانئ [سيلان في سريلانكا] حيث تنزل أول سفن الهنود، لأنها تسكن في بلد مجاور، فقد اعتادوا دائما على شراء البضائع بأكملها.» ومع ذلك، لا يعتقد أن كونهم جيرانًا هو السبب وراء تعاون التجار الإيرانيين والسنهاليين، والسبب الأفضل هو أن الإيرانيين كانوا عملاء منذ زمن طويل وأنهم لا يريدون الإساءة إلى الساسانيين من خلال القيام بأعمال تجارية مع خصوم الامبراطورية الفارسية. ومع ذلك، تم حل مشكلة الحرير من الرومان عن طريق إدخال دودة القز إلى الإمبراطورية الرومانية.

### التجارة مع الصين
لدينا أيضًا معلومات حول التجارة الساسانية مع الصين. تمت التجارة الإيرانية الصينية بطريقتين، عبر طريق الحرير والطرق البحرية. تم العثور على عدد من العملات المعدنية الساسانية على سواحل الصين.

## البازارات
تم تنفيذ النشاط الاقتصادي الرئيسي في المدن من قبل التجار وقد حدث في الأسواق. كان لكل مجموعة من الحرفيين في البازارات التي تعود إلى العصر الساساني قسم خاص به. نحن نعرف هذه المعلومات من دينكارد الذي تحدث عن القواعد التي كانت موجودة «حول سلسلة المتاجر في البازار التي تخص مختلف الحرفيين».(الثامن، الفصل 38) يذكر دينكارد أيضًا قائمة بالمهن التي احتلت قسمًا من السوق، مثل الحدادين والحلاقون.
لكل نقابة حرفيين، كان هناك رأس للنقابة وكان النشاط والسوق في البازار يشرف عليهما رئيس البازار. هذا المنصب المعروف ب (وازاربد) مذكور أيضًا في نقش شابور الأول في الكعبة يي زارتشت.

## التجار
في حين كان هناك التجار الساسانيين بعيدين حتى الصين، فإن وجهة نظر الزرادشتية تجاههم ليست جيدة جدا. يتحدث منوج خراد (روح الحكمة)، أحد أهم الكتب الزرادشتية، عن التجار بشكل سلبي.

## المستعمرات الإيرانية في جنوب وشرق آسيا
نحن نعرف أيضًا عن منشآت مستعمرة وموانئ ساسانية حتى شرق آسيا. كانت هناك مستعمرة ساسانية في ماليزيا كانت تتألف من التجار. ومنذ أن تم شحن الخيول الفارسية إلى سيلان، فقد تم إنشاء مستعمرة ساسانية في تلك الجزيرة حيث جاءت السفن من إيران إلى ميناءها. ولتوسيع تجارتها، بنى الساسانيون المزيد من الموانئ، في أماكن مثل مسقط وصحار. نحن نعرف حتى عن المستعمرات الساسانية في كيلوا على الساحل الشرقي لأفريقيا.
كما تم تأكيد إنشاء المستعمرات الإيرانية في الصين، من خلال وجود معابد النار الزرادشتية، الموجودة في منطقة تشانغآن في جنوب الصين.